# Lozice (Słowenia)
Lozice – wieś w Słowenii, w gminie Vipava. W 2018 roku liczyła 198 mieszkańców.